# Perfugas
Perfugas (en sardo Pèifugas, en gallurese Pelfica) es una localidad italiana de la provincia de Sassari, región de Cerdeña,  con 2.459 habitantes.

## Evolución demográfica
| Gráfica de evolución demográfica de Perfugas entre 1861 y 2001 |
|                                                                |
| Fuente ISTAT - elaboración gráfica de Wikipedia                |